# 第50回国民体育大会
第50回国民体育大会（だい50かいこくみんたいいくたいかい、1995年1月28日 - 1995年10月19日）は、福島県の福島市とその周辺で開催された完全国体。マスコットはキビタン。

## ハイライト
1月28日に、郡山市で第50回国民体育大会冬季大会スケート・アイスホッケー競技会「ふくしま国体」として開幕。2月19日からは、猪苗代町でスキー競技会が開催。
9月9日、郡山市の郡山カルチャーパークで夏季大会が開幕。
10月14日、福島市の福島県営あづま陸上競技場で秋季大会が開幕。大会50回を記念し、全ての開閉会式で集団演技が行われた。
また、10月28日と29日の2日間、第31回全国身体障害者スポーツ大会「うつくしまふくしま大会」が行われた。
この大会は史上6回目（1992年山形県「べにばな国体」以来）となる冬季2大会、夏季、秋季の4大会全部を同一県で行う「完全国体」であるが、この「完全国体」は2016年に希望郷いわて国体が岩手県で開催されるまで途絶えたため、20世紀最後の完全国体（2006年以後の夏季・秋季が一体化される前で見ても最後）である。

## テーマソング
- 「JUMP!」

作詞・作曲：高見沢俊彦
歌：THE ALFEE

## 総合成績

### 天皇杯
- 優勝：福島県
- 準優勝：東京都
- 第3位：愛知県

### 皇后杯
- 優勝：福島県
- 準優勝：東京都
- 第3位：大阪府

## 外部サイト
- 日体協による第50回国体概要